# Flex Wheeler
Kenneth Wheeler, meglio noto come Flex (Fresno, 23 agosto 1965), è un culturista statunitense.

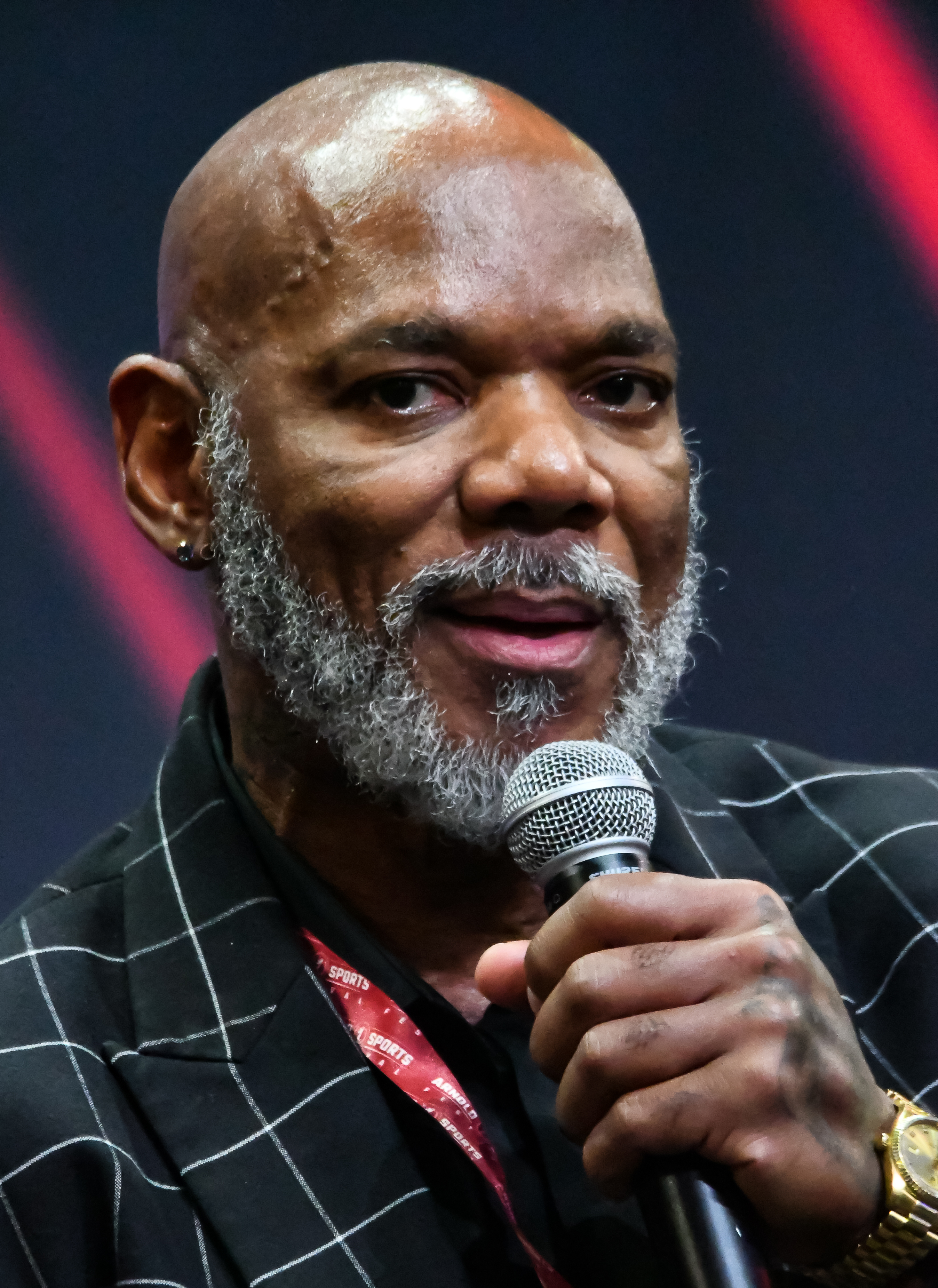

Soprannominato The Sultan of Symmetry, è considerato il culturista più estetico della storia.

## Biografia
Inizia ad allenarsi durante l'adolescenza dedicandosi inizialmente alle arti marziali; il proprio sviluppo fisico lo convince tuttavia a dedicarsi al culturismo, che diventa la sua vera occupazione dopo aver lavorato per un breve periodo come poliziotto.
La sua prima gara si tiene nel 1983 ma ottiene la sua prima vittoria solo sei anni dopo al NPC Mr. California Championships; successivamente ottiene il secondo posto al Mr. Olympia del 1993 (dietro Dorian Yates), una vittoria all'Ironman Pro Winner e quattro vittorie all'Arnold Classic (1993, '97, '98 e 2000). Ha ricevuto riconoscimenti anche al Grand Prix di Francia e di Ungheria, al Pro Invitational di South Beach e al Night of Champions.
Nel 2000 ha annunciato il proprio ritiro dalle scene, benché abbia effettivamente continuato a competere sino al 2002 e si sia fermato in seguito ad un trapianto di rene avvenuto nel 2003. In seguito al ritiro si è nuovamente concentrato sulle arti marziali specializzandosi sul Kemp-Kwon-Do, una variante del Kempo e del Tae Kwon Do. Attualmente ricopre una posizione dirigenziale nelle pubbliche relazioni dell'azienda californiana di integratori per il culturismo All American EFX e gestisce gli atleti che sponsorizza.
Nonostante non abbia mai vinto il Mr. Olympia, molti suoi colleghi tra cui Arnold Schwarzenegger lo hanno descritto come uno dei più grandi culturisti di sempre. Nel 2019 gli è stata amputata una parte di una gamba a causa di un coagulo.

## Cronologia delle competizioni
- 1985 AAU Teen Mr. America 1st (MT)
- 1989 NPC California Championships 1st (LHW)
- 1989 NPC Nationals 5th (LHW)
- 1990 NPC Junior Nationals 2nd (HW)
- 1991 NPC Nationals 2nd (HW)
- 1991 NPC USA Championship 2nd (HW)
- 1992 NPC USA Championships 1st (HW and Overall)
- 1993 IFBB Ironman Pro Invitational 1st
- 1993 IFBB Arnold Classic 1st
- 1993 IFBB Mr. Olympia 2nd
- 1995 IFBB Ironman Pro Invitational 1st
- 1995 IFBB Arnold Classic 2nd
- 1995 IFBB South Beach Pro 1st
- 1995 IFBB Mr. Olympia 8th
- 1995 IFBB Grand Prix Spain 5th
- 1996 IFBB Ironman Pro Invitational 1st
- 1996 IFBB Arnold Classic 2nd
- 1996 IFBB Night of Champions 1st
- 1996 IFBB Canada Pro Classic 2nd
- 1996 IFBB Florida Cup Pro 1st
- 1996 IFBB Mr. Olympia 4th
- 1997 IFBB Ironman Pro Invitational 1st
- 1997 IFBB Arnold Classic 1st
- 1997 IFBB San Jose Pro 1st
- 1998 IFBB Ironman Pro Invitational 1st
- 1998 IFBB Arnold Classic 1st
- 1998 IFBB Mr. Olympia 2nd
- 1999 IFBB Grand Prix England - 2nd
- 1999 IFBB Joe Weider's Pro World 2nd
- 1999 IFBB Mr. Olympia 2nd
- 2000 IFBB Mr. Olympia 3rd
- 2000 IFBB Hungarian Grand Prix 1st
- 2000 IFBB Arnold Classic 1st
- 2000 IFBB Ironman Pro Invitational 2nd
- 2002 IFBB Mr. Olympia 7th
- 2003 IFBB Ironman Pro Invitational 3rd